# Botwid
Botwid (szw.) Botvid, Bovit (ur. ? na półwyspie Södertörn, zm. ok. 1120) – szwedzki święty Kościoła katolickiego, męczennik.
Urodzony w Södermanlandzie Botwid w czasie swoich podróży handlowych dotarł do Anglii i tam pod wpływem duchownego nawrócił się na katolicyzm i przyjął sakrament chrztu. Powróciwszy w rodzinne strony podjął się ewangelizacji krajan. Zginął śmiercią męczeńską z ręki wyzwoleńca, którego ochrzcił i obdarzył wolnością. Ciało znalezione przez brata Botwida o imieniu Bernon pochowano w starej świątyni, a w 1129 roku dokonano translacji relikwii do wybudowanego w pobliżu miejsca urodzenia drewnianego kościoła pod wezwaniem Botwida. Kult świętego szybko rozprzestrzenił się na całą Skandynawię. Miejscem szczególnego kultu pozostaje przebudowany na kamienny kościół w Botkyrka, którego konsekracji dokonał w 1176 arcybiskupa Uppsali Stefan.
Botwid wymieniony został w Revelationes coelestes św. Brygidy.
Wspomnienie liturgiczne w Kościele katolickim obchodzono 28 lipca.